# Sainte-Marie-de-Cuines
Sainte-Marie-de-Cuines település Franciaországban, Savoie megyében. Lakosainak száma 840 fő (2022. január 1.). Sainte-Marie-de-Cuines Jarrier, Montvernier, Saint-Alban-des-Villards, Saint-Avre, Saint-Étienne-de-Cuines és La Tour-en-Maurienne községekkel határos.

## Népesség
A település népessége az elmúlt években az alábbi módon változott:
| Lakosok száma | 810  | 812  | 827  | 803  | 818  | 818  | 826  | 833  | 840  |
|               | 2013 | 2015 | 2016 | 2017 | 2018 | 2019 | 2020 | 2021 | 2022 |